# Yazıbaşı (Karaisalı)
Yazıbaşı ist ein Dorf (Köy) im Landkreis Karaisalı der türkischen Provinz Adana mit 190 Einwohnern (Stand: Ende 2024). Im Jahr 2011 hatte der Ort 181 Einwohner.